# Quatuor à cordes no 16 de Hába
Pour les articles homonymes, voir Quatuor à cordes no 16.
Le Quatuor à cordes no 16 opus 98, est une composition de musique de chambre d'Alois Hába. Composé pour une commande de la Société internationale pour la musique contemporaine, il est créé en aout 1968 par le Quatuor Novak rebaptisé Quatuor Suk en 1968.

## Structure
Il est constitué de huit épisodes basés sur des micro-intervalles minorés ou diminués d'un cinquième de ton.
1. Calmo
2. Con affezione
3. Indeciso
4. Duramente
5. Sognando
6. Con concentrazione
7. Fermamente
8. Allegramente

La durée d'exécution est d'environ douze minutes.